# Saint-Agnet
Saint-Agnet è un comune francese di 195 abitanti situato nel dipartimento delle Landes nella regione della Nuova Aquitania.

## Società

### Evoluzione demografica
Abitanti censiti